# Samtgemeinde Tarmstedt
De Samtgemeinde Tarmstedt is een Samtgemeinde in de Duitse deelstaat Nedersaksen. Het is een samenwerkingsverband van 8 kleinere gemeenten in het westen van Landkreis Rotenburg. Het bestuur is gevestigd in het dorp Tarmstedt.

## Deelnemende gemeenten
1. Breddorf, met het ten noorden daarvan gelegen gehucht Hanstedt
2. Bülstedt, met het ten oosten daarvan gelegen dorpje Steinfeld
3. Hepstedt
4. Kirchtimke, met het ten oosten daarvan gelegen dorpje Ostertimke; deze deelgemeente grenst aan Zeven
5. Tarmstedt, het verreweg belangrijkste dorp in de Samtgemeinde
6. Vorwerk, met het 6 km ten zuidwesten daarvan gelegen dorp Buchholz (dat even groot is als Vorwerk zelf) en het halverwege Buchholz en Vorwerk zelf gelegen dorpje Dipshorn
7. Westertimke
8. Wilstedt

De Samtgemeinde Tarmstedt ligt direct ten oosten van het om zijn kunstenaarskolonie bekende dorp Worpswede, ten noordoosten van Grasberg en ten noorden van Ottersberg, dat in de Landkreis Verden ligt. De dichtstbij gelegen grote stad, in het zuidwesten, is Bremen, afstand vanaf Tarmstedt-dorp 33-42 km, al naargelang men de autosnelwegen mijdt of juist zo veel mogelijk gebruikt.

## Verkeer en vervoer
De Samtgemeinde ligt ietwat afzijdig van het hoofdwegennet. De dichtstbij gelegen autosnelwegen zijn de Autobahn A1, afrit 49 Bockel, gemeente Gyhum, ten oosten van Tarmstedt, en de Autobahn A27, afrit 19 Bremen-Horn-Lehe, ten zuidwesten van Tarmstedt. Deze liggen beide meer dan 20 km van Tarmstedt-dorp verwijderd.
Wilstedt was tot 1956 eindpunt van een spoorlijntje, dat daarna is opgeheven. De Samtgemeinde is door een ieder uur, in de spitsuren op werkdagen ieder half uur, rijdende streekbuslijn via Grasberg en Lilienthal verbonden met Bremen. Sinds oktober 2021 rijdt 6 x per dag (niet op zon- en feestdagen) een belbus (AnrufSammelTaxi ASTROW) van het dorp naar o.a. Ottersberg en Rotenburg aan de Wümme en terug.
Enkele kilometers ten noordoosten van Tarmstedt is in 1959 ten gerieve van de zweefvliegsport een zweefvliegterrein ingericht. Het beschikt over twee, respectievelijk 850 en 560 meter lange, graspistes, en over een hangar voor stalling van en onderhoud aan zweefvliegtuigjes.

## Geschiedenis, economie

### Pre- en protohistorie
Großsteingrab Steinfeld, ten oosten van Bülstedt, is de benaming voor een groep megalietmonumenten, type Ganggraf, waarvan er nog twee bestaan. Zij zijn gecatalogiseerd met Sprockhoff-nummers 649 (graf 1), en, graf 2, één km ten zuiden van graf nr. 1, 650. Deze monumenten dateren van 3500-2800 jaar vóór de jaartelling, en worden toegeschreven aan dragers van de neolithische Trechterbekercultuur.
Ten noordwesten van Tarmstedt, op een locatie met de naam Deependahl, dicht bij het meertje Baggersee Tarmstedt, werden tijdens grindafgravingen resten van grafheuvels uit de Jonge Steentijd gevonden, maar grotendeels onherstelbaar beschadigd. In 1966 kon één kleine grafheuvel nog archeologisch worden onderzocht. Bijzonder is, dat door paalsporen resten van een zogenaamd dodenhuisje (Totenhütte) zijn aangetoond. Dit was in de Jonge Steentijd en de vroege Bronstijd een voor een overledene gebouwd huisje of hutje, waar zijn of haar graf middenin lag. Een dergelijke vondst is vrij zeldzaam. In het gemeentewapen van Tarmstedt-dorp en dat van de gehele Samtgemeinde zijn als verwijzing hiernaar afbeeldingen van prehistorische voorwerpen opgenomen.
Alle dorpen in de huidige Samtgemeinde zijn van oorsprong boerendorpen of 18e-eeuwse veenkolonies. Het gebied lag in de 8e eeuw in de Saksische gouw Wigmodië. Of Karel de Grote bij Wilstedt in deze streek in 796 een veldslag tegen de Saksen heeft gewonnen, staat niet vast.

### 1500-heden
Sedert de Reformatie in de 16e eeuw is de overgrote meerderheid van de christenen in de huidige Samtgemeinde Tarmstedt evangelisch-luthers.
Een kilometer ten zuidwesten van het dorpje Westertimke stond ten tijde van het Derde Rijk, met name gedurende de Tweede Wereldoorlog, een kamp voor krijgsgevangenen. Organisatorisch was dit een onderdeel van Kamp Sandbostel. Vooral zeelieden hebben hier gevangen gezeten. Van 1952-1961 was hier een noodopvangkamp voor uit de DDR gevluchte jongeren gevestigd; daarna diende het terrein enige tientallen jaren als kazerne van de luchtmacht van de Bundeswehr, en ten slotte als bedrijventerrein voor lokaal midden- en kleinbedrijf.
Andere historische feiten van meer dan lokale betekenis zijn niet overgeleverd. Na circa 1970 vestigden zich mensen in de gemeente, die elders een werkkring hebben (woonforensen), terwijl ook een bescheiden toerisme ontstond, dat vooral op wandelen en fietsen gericht is. Tarmstedt-dorp is als hoofdplaats binnen de Samtgemeinde het best voorzien van winkels, scholen, dokterspraktijken enz. en van ander lokaal midden- en kleinbedrijf. De andere plaatsjes worden ten dele nog gekenmerkt door agrarische bedrijven.
De bekende schrijver Walter Kempowski woonde van 1960 tot 1965 te Breddorf en werkte daar als onderwijzer.

## Bezienswaardigheden, evenementen, toerisme

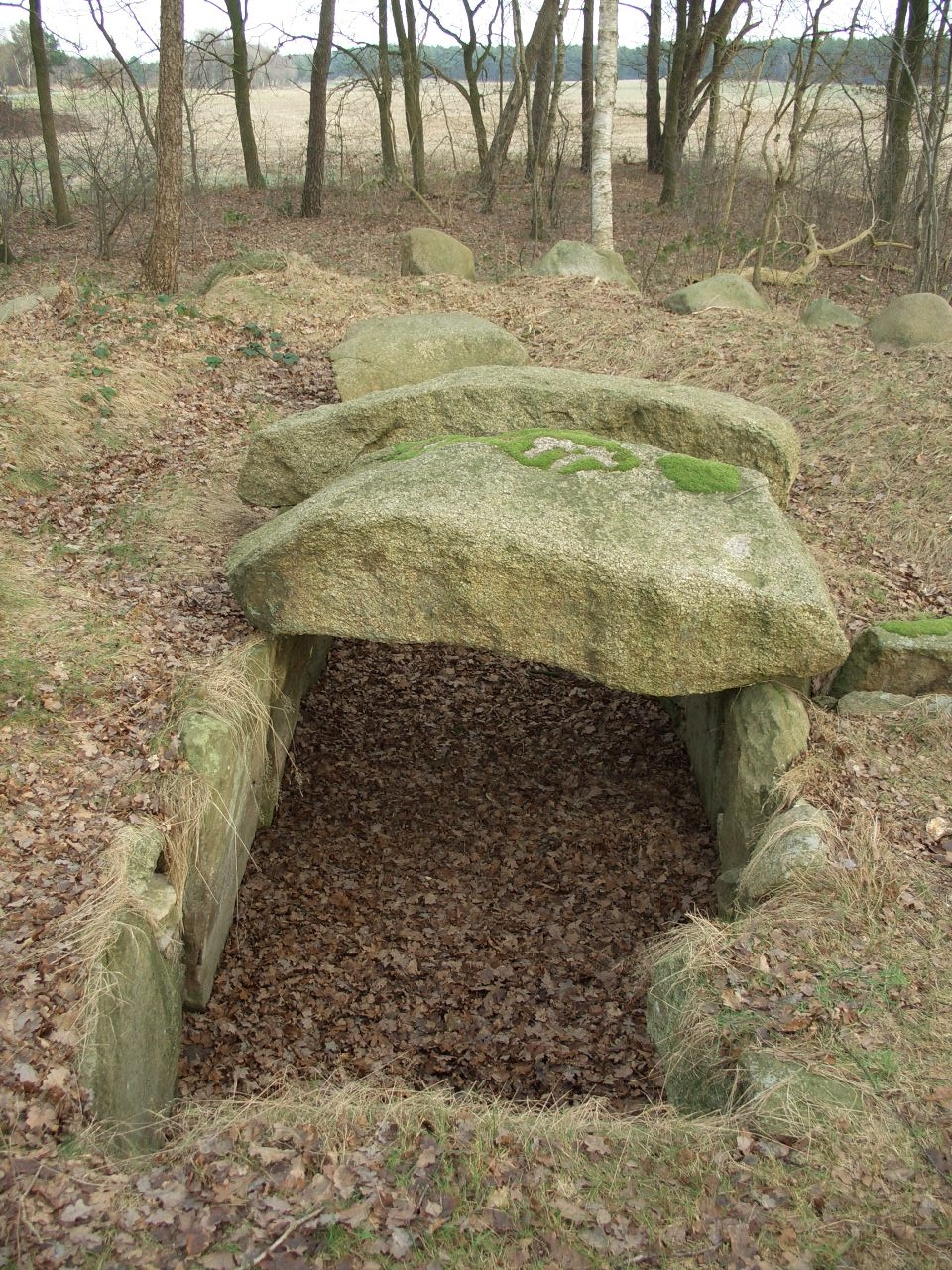
Großsteingrab Steinfeld bij Bülstedt, graf 1, gereconstrueerde ingang
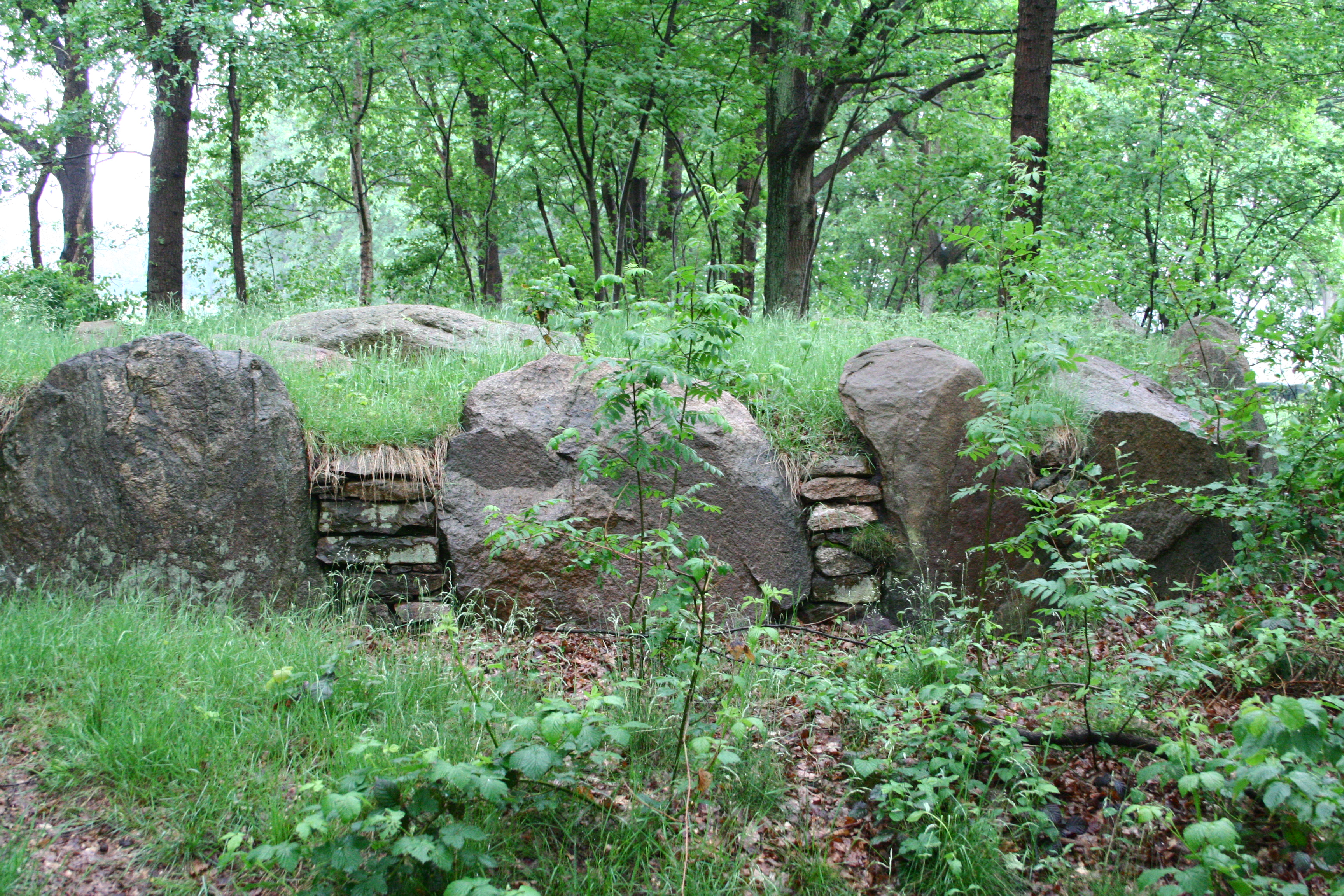
Idem, het gereconstrueerde graf (Sprockhoff-Nr. 649)
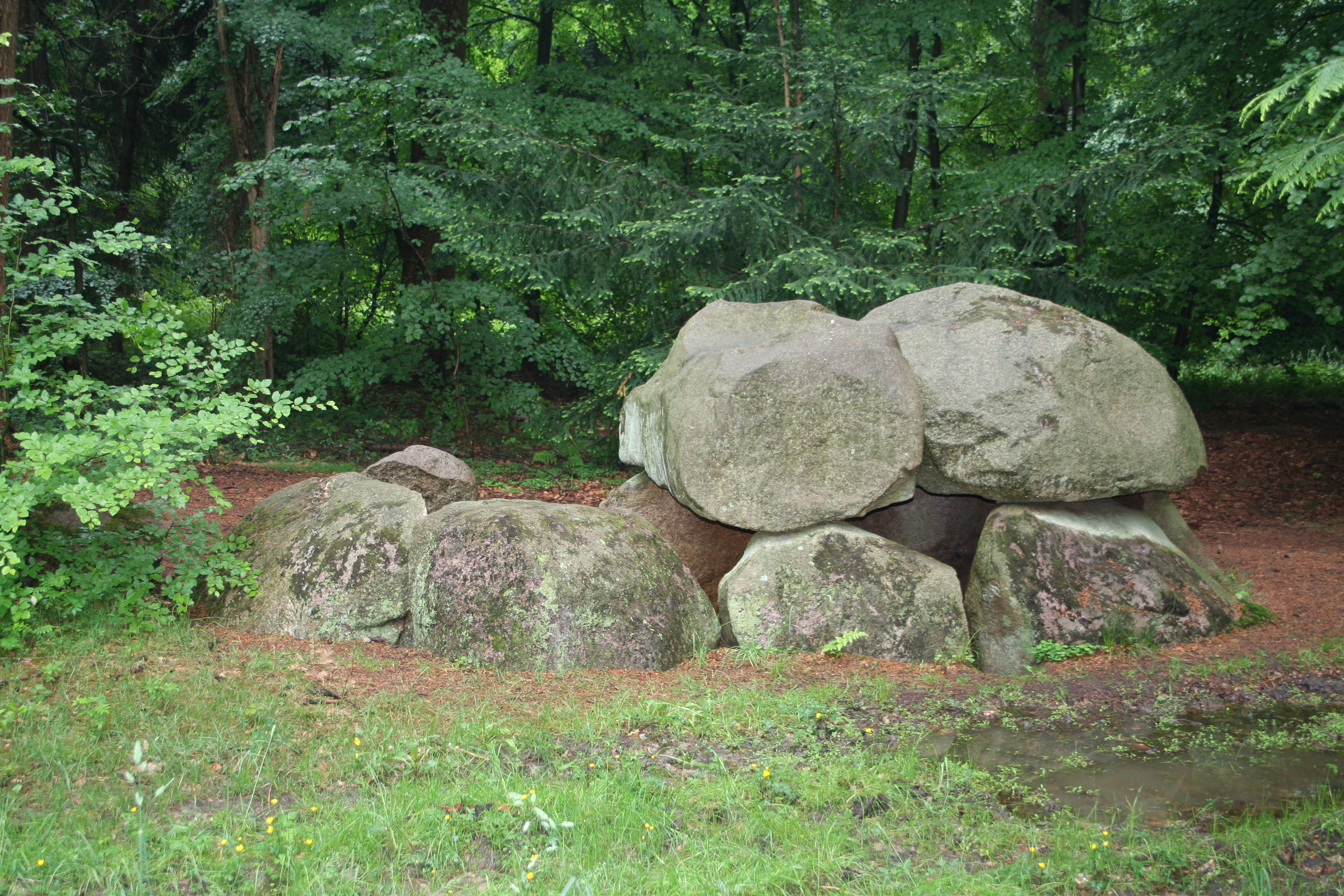
Idem, graf 2 (Sprockhoff-Nr. 650)
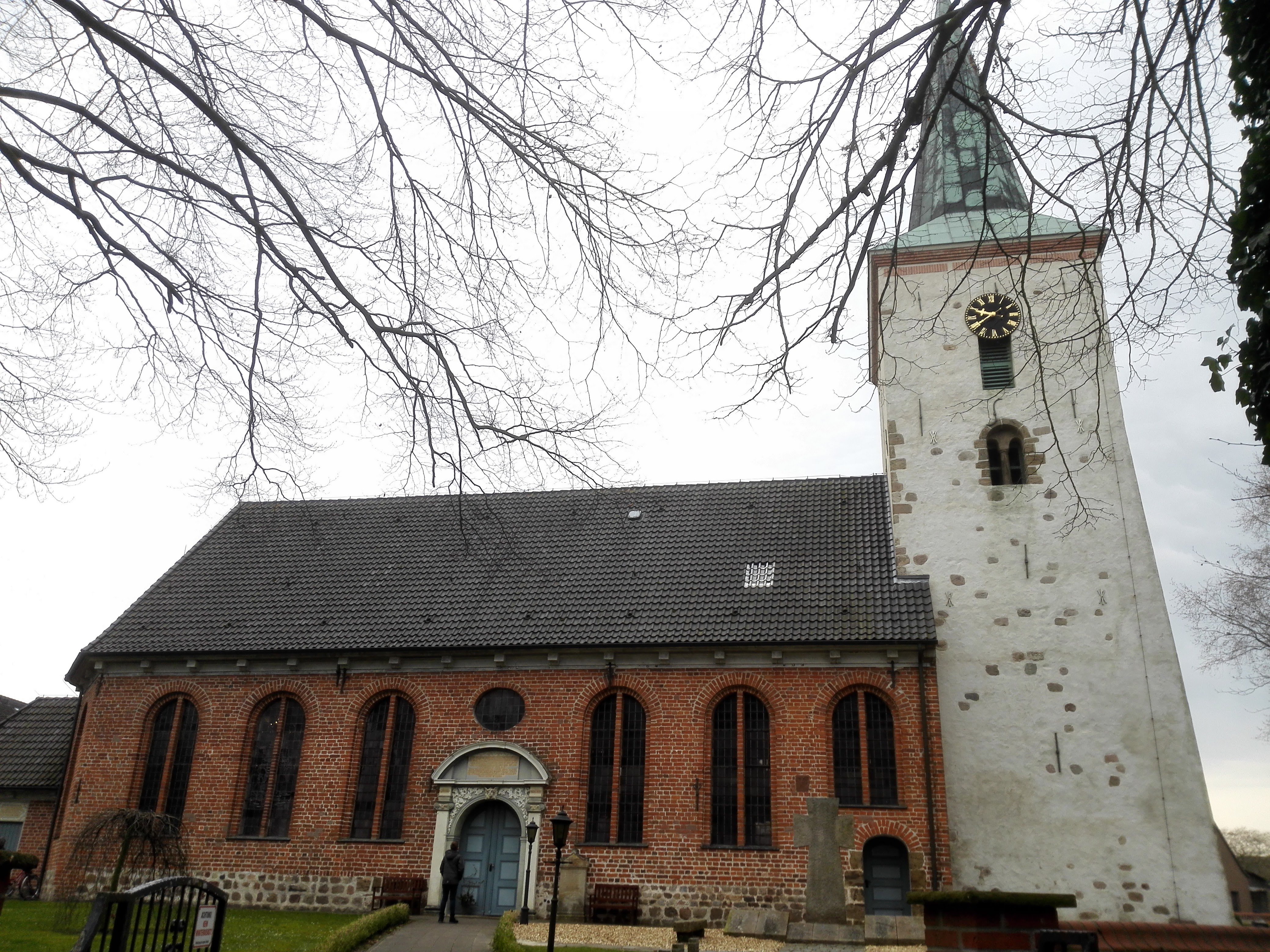
Sint-Pieterskerk, Wilstedt
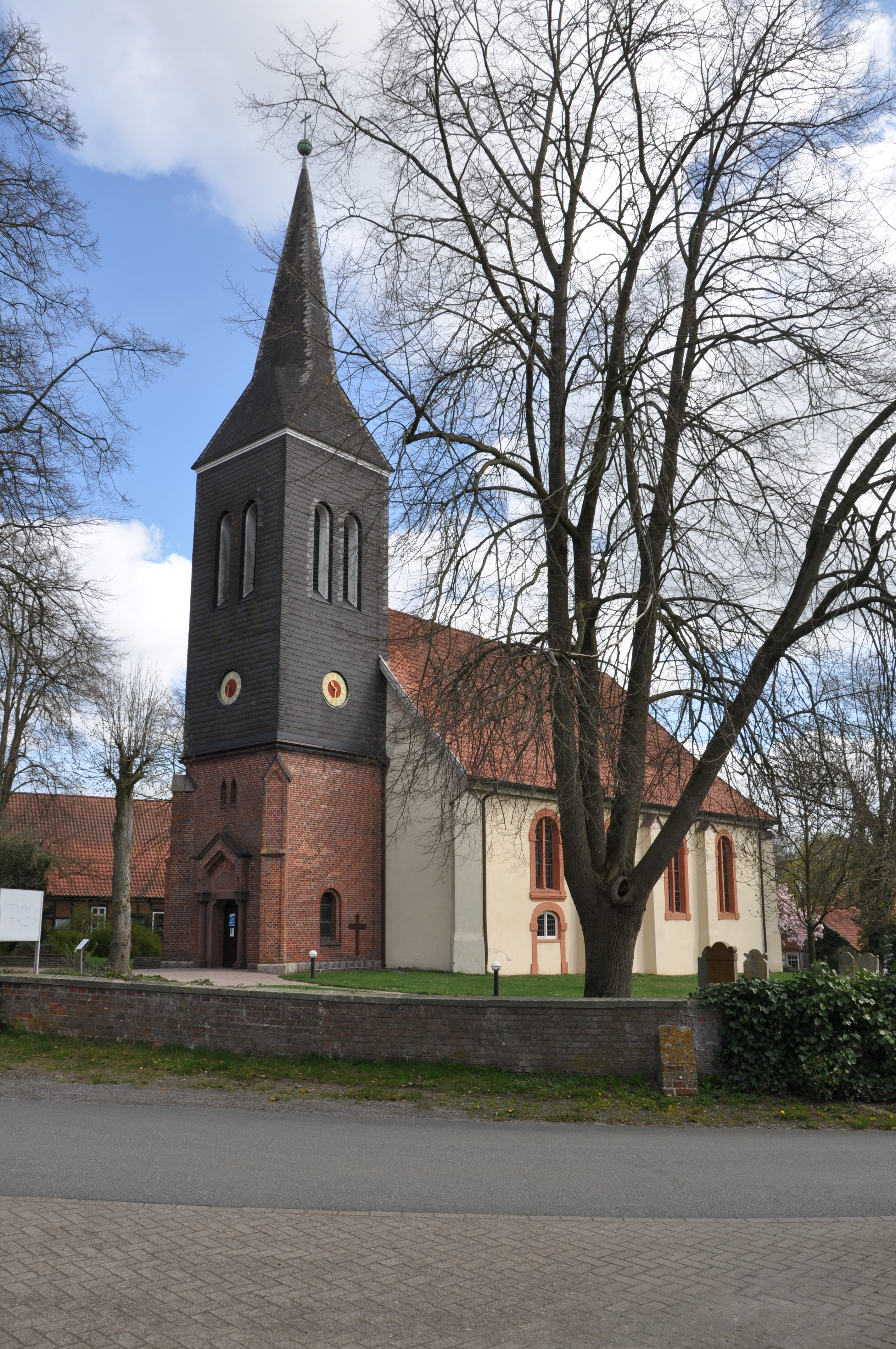
Evang.-lutherse kerk van Kirchtimke (1739; in 1884 ingrijpend verbouwd en van een kerktoren voorzien)
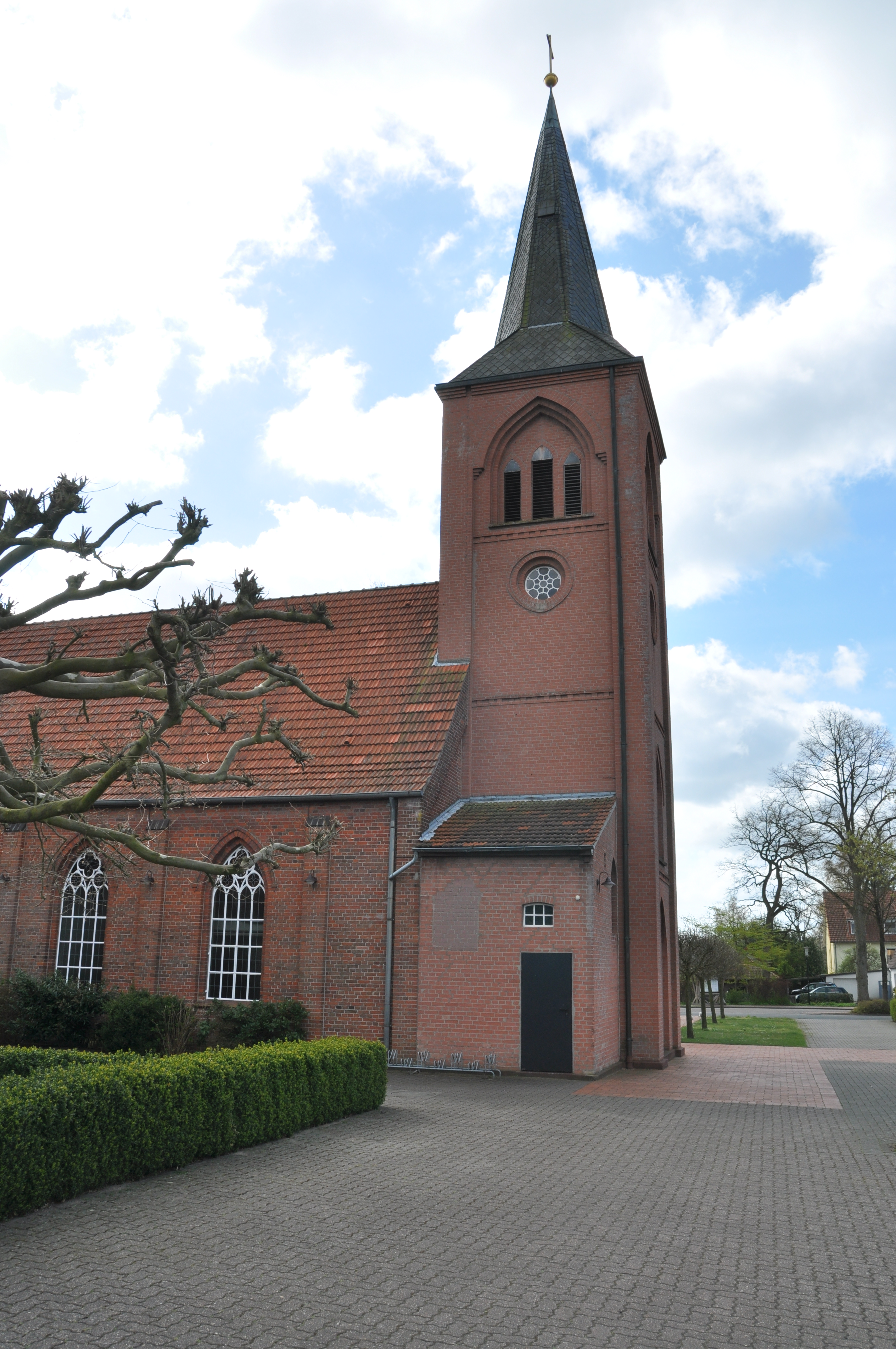
Evang.-lutherse Salem-kerk, Tarmstedt (19e eeuw)
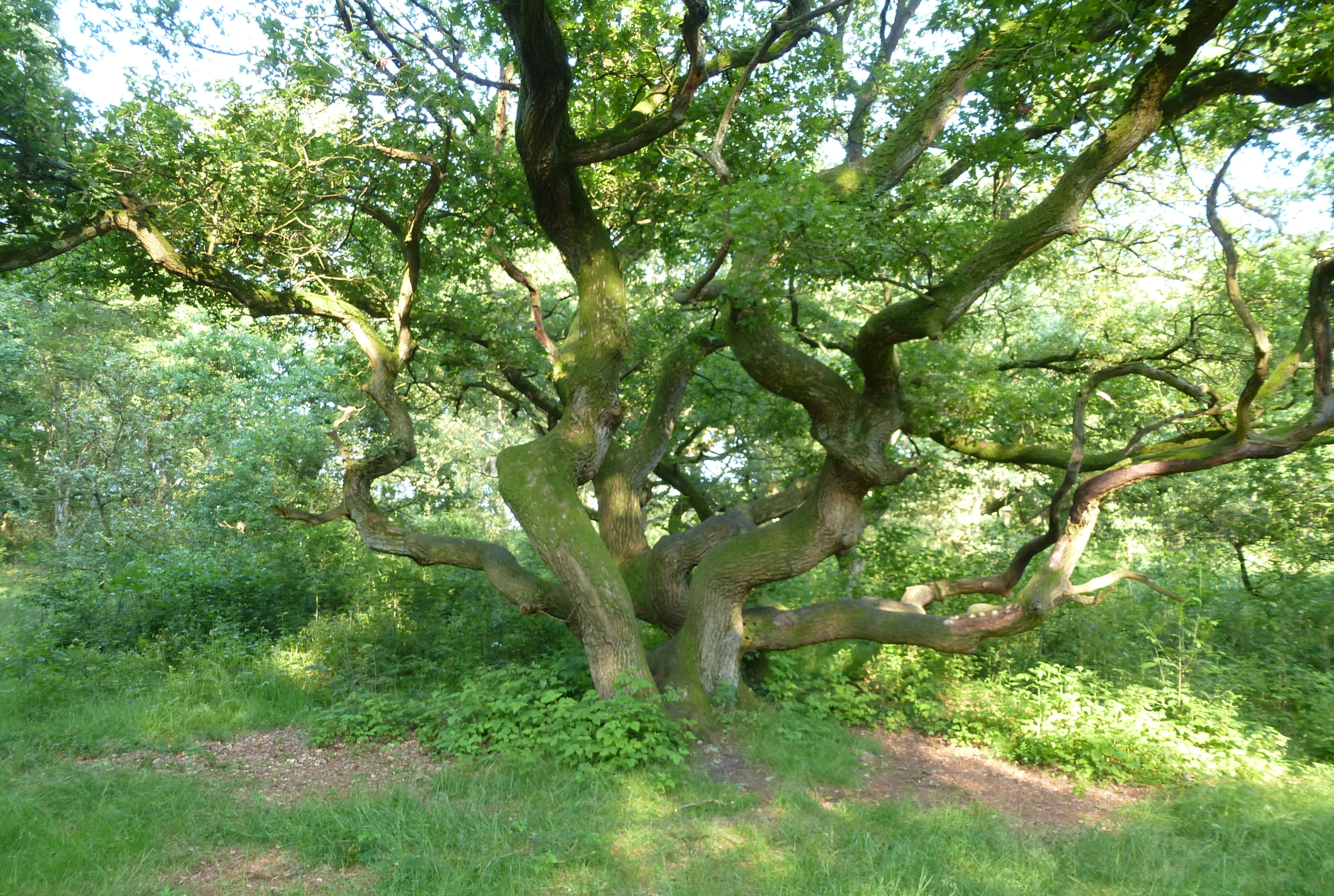
Grillig eikenstruweel, één km ten noorden van Buchholz, gem. Vorwerk

- Jaarlijks wordt te Tarmstedt-dorp in juli de zogenaamde Tarmstedter Ausstellung gehouden. Van origine is dit een jaarlijkse landbouwtentoonstelling met dorpsfeest, maar in de loop der jaren is er o.a. een grote kermis bij ontstaan, en is het uitgegroeid tot een zeer druk bezocht evenement, dat vier dagen duurt.
- In de Samtgemeinde Tarmstedt is vrij veel natuurschoon. Het Teufelsmoor en andere hoogveenreservaten zijn niet ver, en er liggen ten oosten van Vorwerk, Tarmstedt-dorp, Hepstedt en Breddorf enige bossen, waarin ook lange wandelingen mogelijk zijn. Het grootste bos (met daarin ook een groot zwembad) is de Ummel, ten noordoosten van Hepstedt. In de venen ten westen van het dorp is een wandelroute uitgezet met de naam Moorpfad Tarmstedt.
- De evangelisch-lutherse Sint-Pieterskerk te Wilstedt is gebouwd in barokstijl en dateert van het jaar 1722.
- Op het opgeheven spoorlijntje vanuit Wilstedt zijn in het zomerseizoen ritten op een draisine mogelijk; de route doet Tarmstedt, Hepstedt en Breddorf aan; eindpunt is Ostereistedt, waar een horecavoorziening in een treinwagon aanwezig is.[2] Rondom deze ritten zijn toeristische arrangementen te boeken, o.a. voor school- en bedrijfsuitstapjes.

## Partnergemeentes
Hepstedt maakt deel uit van een vereniging van verbroederde plattelandsgemeentes, genaamd European Charter – Villages of Europe. De bedoeling is, dat uit elk der landen van de Europese Unie één dorp hiervan lid is. Het Nederlandse lid van deze vereniging is Esch, gemeente Boxtel; het Belgische lid is Bièvre.
Ahausen · 
Alfstedt · 
Anderlingen · 
Basdahl · 
Bötersen · 
Bothel · 
Breddorf · 
Bremervörde · 
Brockel · 
Bülstedt · 
Deinstedt · 
Ebersdorf · 
Elsdorf · 
Farven · 
Fintel · 
Gnarrenburg · 
Groß Meckelsen · 
Gyhum · 
Hamersen · 
Hassendorf · 
Heeslingen · 
Hellwege · 
Helvesiek · 
Hemsbünde · 
Hemslingen · 
Hepstedt · 
Hipstedt · 
Horstedt · 
Kalbe · 
Kirchtimke · 
Kirchwalsede · 
Klein Meckelsen · 
Lauenbrück · 
Lengenbostel · 
Oerel · 
Ostereistedt · 
Reeßum · 
Rhade · 
Rotenburg · 
Sandbostel · 
Scheeßel · 
Seedorf · 
Selsingen · 
Sittensen · 
Sottrum · 
Stemmen · 
Tarmstedt · 
Tiste · 
Vahlde · 
Vierden · 
Visselhövede · 
Vorwerk · 
Westertimke · 
Westerwalsede · 
Wilstedt · 
Wohnste · 
Zeven